# ريتشارد بلاكمور (شاعر وطبيب)
السير ريتشارد بلاكمور (22 يناير 1654 - 9 أكتوبر 1729)، شاعر وطبيب إنجليزي، عرف في المقام الأول بالهجاء والشعر الملحمي، لكنه كان أيضًا طبيبًا ولاهوتيًا محترمًا.

## الحياة المبكرة
ولد في كورشام، في ويلتشير، وهو ابن محامٍ ثري. تلقى تعليمه لفترة وجيزة في مدرسة وستمنستر ودخل كلية سانت إدموند، أكسفورد، في عام 1669 عندما كان في الخامسة عشرة من عمره. حصل على بكالوريوس الآداب في عام 1674 والماجستير في عام 1676. وكان مدرسًا في الكلية لبعض الوقت، ولكن في عام 1682 حصل على ميراثه من أبيه. استخدم المال للسفر، حيث ذهب إلى فرنسا وجنيف وأماكن مختلفة في إيطاليا. مكث لفترة في بادوفا وتخرج من كلية الطب في بادوفا. عاد بلاكمور إلى إنجلترا عبر ألمانيا وهولندا، ثم عمل كطبيب. في عام 1685 تزوج من ماري آدامز، التي ساعدته علاقاتها العائلية في الحصول على مكان في الكلية الملكية للأطباء في عام 1687. واجه مشاكل مع الكلية، حيث انتقد لأنه أخذ إجازة دون إذن، وعارض بشدة مشروع إنشاء مستشفى (مستوصف) مجاني للفقراء في لندن. سخر السير صموئيل جارث من هذه المعارضة في المستوصف عام 1699.

## بلاكمور الشاعر الملحمي
كان بلاكمور شغوفًا بكتابة الملاحم. الأمير آرثر، قصيدة بطولية في كتب إكس ظهرت عام 1695. لقد دعم الثورة المجيدة، وكانت ملحمة الأمير آرثر احتفالًا بوليام الثالث. استندت القصيدة إلى شكل الإنيادة لفيرجيل وموضوع جيفري مونماوث في تاريخ ملوك بريطانيا. لقد تحدثت عن معارضة الملك السلتي آرثر للساكسونيين الغزاة والاستيلاء على لندن، وهو ما كان ترميزًا واضحًا لمعارضة وليام الثالث لجيمس الساكسوني الثاني والاستيلاء على لندن. سخر جون دينيس من القصيدة باعتبارها ذليلة في معاملتها لجيفري مونماوث ولها بطل غير مهم وخائف. ومع ذلك، فقد مرت بثلاث طبعات، وقام وليام بتعيين بلاكمور طبيبًا عامًا (وهو المنصب الذي شغله مع الملكة آن أيضًا)، ومنحه ميدالية ذهبية، ومنحه لقب فارس في عام 1697. كما كلف وليام بلاكمور أيضًا بمهمة كتابة الكتاب. المعالجة الرسمية لمؤامرة السير جورج باركلي، الذي سعى لقتل وليام (لم تظهر حتى عام 1723، كتاريخ حقيقي ومحايد للمؤامرة ضد شخص وحكومة الملك وليام الثالث، ذو الذاكرة المجيدة، في عام 1695). وفي عام 1697، أتبع بلاكمور ذلك بكتاب الملك آرثر: ملحمة بطولية في اثني عشر كتابًا. مثل سابقتها، كانت معالجة الأحداث الجارية بالزي القديم، ولكن هذه المرة، كان الجمهور والمحكمة أقل اهتمامًا والأمر أقل إثارة للاهتمام. بالإضافة إلى ذلك، اتخذ بلاكمور جون ميلتون نموذجًا له، بدلًا من فيرجيل، واعترف في مقدمته بأن كتابه السابق كان متمسكًا جدًا بالوحدات الكلاسيكية.
وبعد أن استخدم ملاحمه لخوض معارك سياسية، وإن كانت آمنة في البداية، عارض بلاكمور ذكاء المعسكر الآخر، خاصة مع مرور الوقت. هاجم وليام جارث موقف بلاكمور من المستوصف، لكن بلاكمور رد عليه بكتاب ساتير ضد الذكاء (1700). وقاد توم براون اتحادًا من الأذكياء في أبيات مدح، عن مؤلف كتابي آرثر، وكتاب ساتير ضد الذكاء (1700). لم يكن بلاكمور حزبيًا بشكل واضح في ملاحمه فحسب، بل أعلن أن الملحمة ضرورية لمواجهة انحطاط الشعر الذي يكتبه الأذكياء. وبعد أن أجاب على جارث عام 1700، لم يجب على براون. ومع ذلك، اتهم جون درايدن بلاكمور بسرقة فكرة ملحمة عن آرثر منه، ووصفه بأنه المتحذلق، والواعظ الخبيث، والدجال الذي كان لشعره إيقاع عجلات العربات لأن بلاكمور كان يكتب في سيارات الأجرة في طريقه بين المرضى. (مقدمة ل الحاج (1700).